# Lactobacillus kunkeei
Lactobacillus kunkeei is een bacteriesoort behorende tot het geslacht Lactobacillus en valt onder de melkzuurbacteriën.
Het is een gram-positieve facultatief anaerobe staafvormige bacterie.